# Juan de Grijalva
Juan de Grijalva, född omkring 1489 i Cuéllar, död 21 januari 1527 i Nicaragua, spansk conquistador. Han reste till Hispaniola 1508 och Kuba 1511 och var en av de första som utforskade den mexikanska kusten. 
Han lämnade Kuba med fyra skepp i april 1518, enligt Hernán Cortés tillsammans med 170 personer, enligt Pedro Mártir med 300. Förstekapten var Antón de Alaminos, övriga kaptener var, förutom de Grijalva, Juan Álvarez och Pedro Camacho de Triana. Bland övriga besättningsmedlemmar fanns Francisco de Montejo, Pedro de Alvarado, Juan Díaz, Francisco Peñalosa, Alonso de Ávila, Alonso Hernández, Julianillo, Melchorejo och Antonio Villafaña. Efter att ha rundat Kap Guaniguanico på Kuba seglade han längs den mexikanska kusten och anlände den 1 maj till Tabasco i södra Mexiko. Floden Grijalva blev uppkallad efter honom.

### Webbkällor
Den här artikeln är helt eller delvis baserad på material från engelskspråkiga Wikipedia, tidigare version.